# 947 TCN
947 TCN là một năm trong lịch La Mã.